# Хэмблтон, Питер
Питер Хэмблтон (англ. Peter Hambleton; род. 1960) — новозеландский актёр театра, кино и телевидения. В Веллингтоне известен как театральный актёр, где он сыграл орнитолога Уолтера Буллера в пьесе 2006 года «Птицы доктора Буллера» и Чарльза Дарвина в пьесе 2009 года «Рухнувшее создание». Он сыграл гнома Глоина в трилогии «Хоббит».

## фильмография
- 1984 — Iris — Peter
- 1987 — Adventurer — Cassidy
- 1989 — Ночь красного охотника / Night f the Red Hunter — Ben Piper
- 1993 — Воин радуги / The Rainbow Warrior — Maury Whitham
- 1992 — Самовольная отлучка / Absent Without Leave — Stowaway
- 1993 — Люди Тайфона / Typhon’s People — Henrich Vogel
- 1994 — Последняя татуировка / The Last Tattoo — Питер дэвис
- 1998 — Tiger Country
- 1998— A Twist in the Tale — Mike Johnson
- 2009—2011 — Paradise Cafe — The Inspector
- 2011— Big Morning Buzz Live — играет самого себя
- 2010 — Домой на Рождество / Home by Christmas — Sgt Syd Gurton
- 2010 — Шпионы и ложь / Spies and Lies — Prime Minister Peter Fraser
- 2012 — Хоббит: Нежданное путешествие / The Hobbit: An Unexpected Journey — Глоин и Тролль Уилльям
- 2013 — Хоббит: Пустошь Смауга / The Hobbit: The Desolation of Smaug — Глоин
- 2014 — Хоббит: Туда и обратно / The Hobbit: Ther and Back Again — Глоин